# Raclette

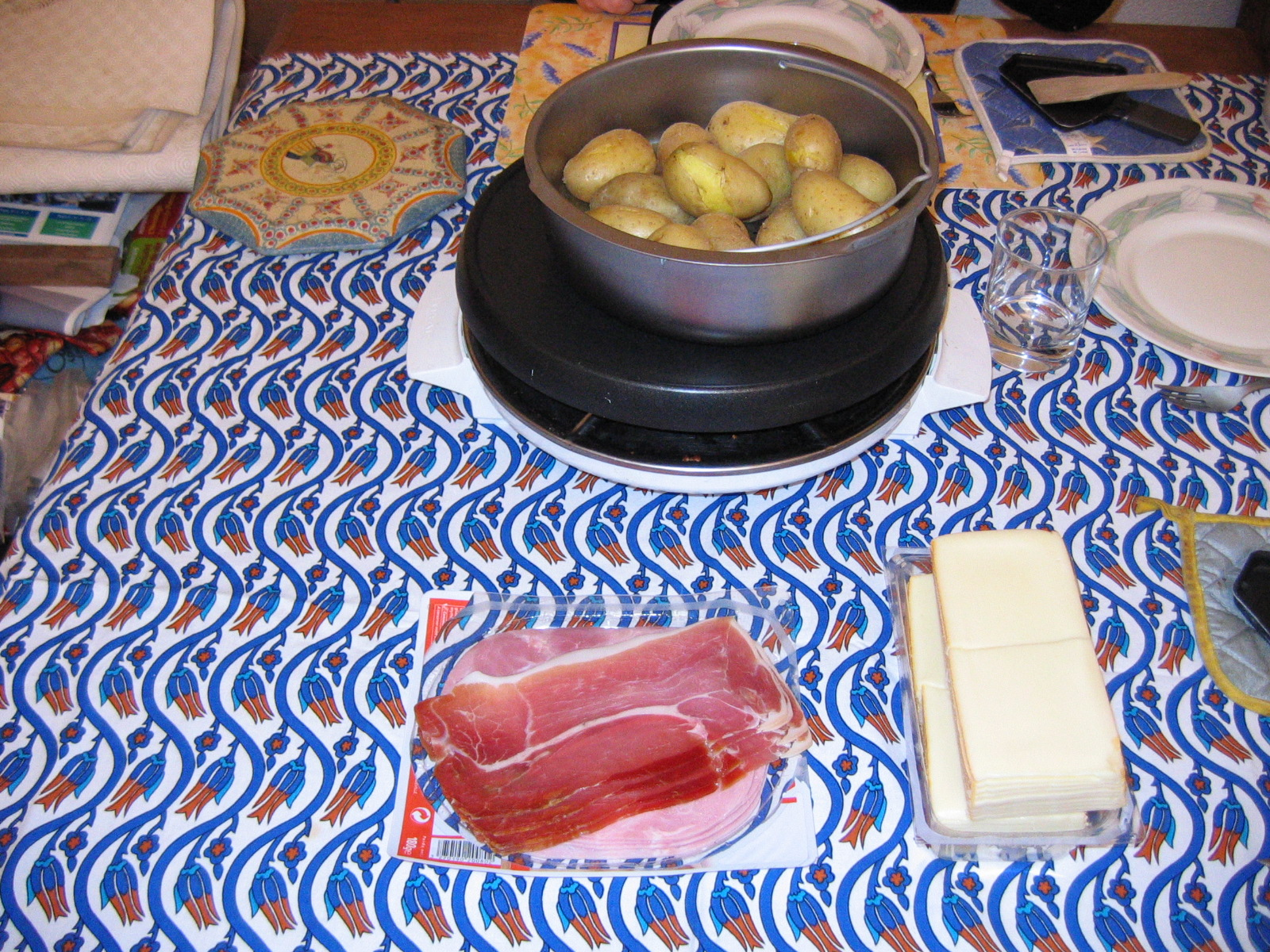
Acompanhamentos: batatas e embutidos

Raclette (em português: 'pequeno rodo') designa uma preparação culinária de queijo assemelhada ao fondue. Posteriormente, passou a designar também o queijo utilizado nessa preparação.

## Queijo
A raclette (no feminino, por ser palavra de origem francesa, e toda palavra no vocabulário francês terminado em ‘ette’ é um diminutivo feminino) é um tipo de queijo de consistência média feito à base de leite de vaca cru. É originário do cantão do Valais, na Suíça, mas, atualmente, queijos pasteurizados para raclette  são fabricados em vários cantões da Suíça, bem como em diversas regiões da França (Auvergne, Savoie, Franche-Comté e Bretagne), no Québec e na Austrália.
No cantão de Valais, o hábito de consumir queijo derretido é registrado pelo menos desde o século XVI. O primeiro registro escrito da palavra raclette, aplicado ao queijo do mesmo nome, aparece em 1874.

## Preparação
O termo raclette deriva do verbo francês racler, que significa raspar. Na sua preparação, a superfície do queijo é aquecida e, à medida que derrete, é raspada sobre os pratos dos comensais.  Vários acompanhamentos podem ser utilizados, como batata inglesa, picles e embutidos, como presunto cru, lombo defumado, salame, copa, etc.